# Sven Schoeller
Sven Schoeller (* 19. Januar 1973 in Göttingen) ist ein deutscher Politiker (Grüne) und Rechtsanwalt. Seit dem 22. Juli 2023 ist er Oberbürgermeister der Stadt Kassel.

## Leben
Schoeller wurde 1973 in Göttingen geboren und wuchs in Neu-Eichenberg und Berge auf. Sein Vater, ein Gemeindepfarrer, starb 1977, seine Mutter war ebenfalls Gemeindepfarrerin. Schoeller hatte einen bereits verstorbenen Bruder und hat eine jüngere Schwester. Er hat Rechts- und Staatswissenschaften studiert und arbeitet als Rechtsanwalt in Kassel.
Schoeller ist verheiratet, hat drei Kinder und wohnt in Kassel-Kirchditmold.

## Politik
Schoeller ist seit 2010 Mitglied der Grünen und wurde 2021 in die Stadtverordnetenversammlung von Kassel gewählt. Die Grünen Kassel nominierten ihn im September 2022 als Kandidat für die Oberbürgermeisterwahl, es gab keine anderen parteiinternen Bewerber.
Bei der Wahl am 12. März 2023 erreichte Schoeller mit 27,8 % den zweiten Platz hinter dem damaligen Amtsinhaber Christian Geselle (31,6 %). Da dieser aber noch am Wahlabend seine Kandidatur für die Stichwahl zurückzog, verblieb Schoeller als einziger Kandidat in der Stichwahl am 26. März 2023; es konnte jedoch auch für Nein gestimmt werden. Die Stichwahl gewann Schoeller mit 50,4 % der Stimmen bei 33,2 % Wahlbeteiligung. Am 21. Juli 2023 wurde Schoeller in das Amt als Oberbürgermeister von Kassel eingeführt und löste damit am 22. Juli 2023 den Amtsvorgänger Christian Geselle ab. Geselle blieb der Amtseinführung Schoellers mit Ankündigung fern, sodass der symbolische Akt der Überreichung der Ernennungsurkunde dieses Mal von Bürgermeisterin Ilona Friedrich (SPD) übernommen werden musste.